# موهلهاوزن-هینگن
موهلهاوزن-هینگن (به آلمانی: Mühlhausen-Ehingen) یک شهر در آلمان است که در کونشتانتس واقع شده‌است. موهلهاوزن-هینگن ۳٬۷۳۵ نفر جمعیت دارد.